# Escándalo de las libranzas en Colombia de 2016
El Escándalo de las libranzas en Colombia de 2016 es un caso de corrupción empresarial y/o corrupción política donde miles de inversionistas fueron estafados al invertir en el mercado secundario de libranzas. Las empresas Estraval y Elite, entre otras, se aliaron con ciertas cooperativas de libranzas para armar el esquema. Los pagarés-libranza ofrecidos por Estraval y Elite en el mercado secundario resultaron no estar respaldadas por los montos establecidos. Según la Fiscalía, esto no fue por omisión, sino que estas empresas modificaron el mercado secundario, para introducirse y hacer captación masiva e ilegal de fondos. Básicamente, un esquema de pirámide. Este desfalco llevó al cese de pagos a los inversionistas, y la pérdida de sus ahorros.
La Físcalia tiene imputaciones contra miembros de Estraval y a su vez la Superintendencia de Economía Solidaria ha liquidado a 6 cooperativas de libranzas, y ha abierto investigaciones a más de 12 cooperativas por el caso Estraval,  Se estima que las pérdidas pueden ascender unos, 500 mil millones de pesos colombianos, de unos 4,000 pequeños ahorradores o personas naturales, así como de grandes instituciones y fondos de pensiones.
Para maypnde 2023, al terminar formalmente el proceso de liquidación, el monto por pagar se redujo a cerca de 250.000 millones y solo quedaban 1.913 afectados de los más 4.000 en que inició el proceso.

## Libranza y su mercado secundario en Colombia
La libranza es, básicamente, un préstamo obtenido por un deudor, quien autoriza el repago de cuotas e intereses a través del débito directo y automático de su sueldo. La libranza fue reglamentada a través de la Ley 1527 de 2012, que estableció su marco regulatorio.
Sin embargo, con la explosión del mercado de libranzas en Colombia, se empezó a desarrollar un mercado secundario en el que ciertas empresas empaquetan libranzas para crear un instrumento financiero denominado pagaré-libranza. Este pagaré-libranza es ofrecido por empresas originadoras a inversionistas como inversión o ahorro que entrega altas tasas de retorno. Estos inversionistas van desde pequeños ahorradores y personas naturales, hasta grandes instituciones. En otras palabras, la transacción del pagaré-libranza es una operación de compra de cartera, en la que al inversionista se le prometían pagos "asegurados" de capital e interés de las libranzas que respaldaban al pagaré-libranza. 
Sin embargo, una laxa regulación del mercado en Colombia, generó un ambiente propicio para que ciertos actores empezaran a ofrecer pagarés-libranza de altísimo riesgo y respaldo insuficiente, sin aclarar esto a los inversionistas. Esto se vio exacerbado por la decisión, tal vez con buena intención pero alto riesgo, de la ley 1527 de 2012, que permitió que el deudor de libranza, es decir el empleado que toma la libranza como crédito, puede decidir libremente el dueño del título de la libranza. El empleador pasó a ser únicamente un depositador o pagador directo, sin mayor influencia en el proceso.

## Estraval, Elite y las cooperativas de libranzas
Los principales protagonistas en el ofrecimiento de pagaré-libranza fraudulentos fueron Estraval, Elite, Vesting Group, Optimal libranzas, Plues Values y otras empresas del mercado secundario que curiosamente la mayoría de ellas no fueron objeto de la misma persecución por parte de la Fiscalía. Estas se alimentaban de las operaciones originadas por las cooperativas de libranza, quienes facilitaban en primer lugar las libranzas a sus empleados asociados, para luego venderlas en paquetes de libranzas a Estraval, Elite y demás. Estas últimas, a su vez, reempaquetarían y revenderían estos instrumentos como pagaré-libranza a inversionistas insospechados, operación técnicamente conocida como titularizacion de libranzas extrabancarias. 
A través de publicidad engañosa de Estraval y las demás empresas del mercado secundario, que promocionaban los pagaré-libranza como posibilidades de inversión segura de altos retornos casi "garantizados" - sin aclarar la altísima posibilidad de fallo en el repago de las libranzas que respaldaban los pagaré-libranza - las empresas establecieron un sistema de engaño similar al de los esquemas de pirámide, logrando la captación masiva e ilegal de fondo de miles de ahorradores y pequeños inversionistas que serían engañados.
Una señal de advertencia de la posibilidad de engaño eran las altas tasas de retorno de la inversión del 16% al 21% efectivo anual, para inversiones entre uno y cinco años, ofrecidas por Estraval y Elite. Usualmente, las promesas de tasas muy por encima de las tasas del mercado, debe levantar sospecha por parte de los inversioniastas. Por ejemplo, los CDT que básicamente únicamente la inflación más un par de puntos (a 2016, las tasas de CDT esan ~9% de interés efectivo anual), aunque si habían bonos como los de Avianca qué pagaban rentabilidades similares a las ofrecidas por las empresas de libranzas. Según un experto financiero, “Muy pocas actividades lícitas pueden producir rendimientos [sostenibles] de esas dimensiones”, refiriéndose a las elevadas tasas de los pagaré libranza.
Así mismo, docenas de cooperativas de libranzas, las entidades encargadas de originar las libranzas a los deudores que están bajo la supervisión de la Superintendencia de Economía Solidaria, participaron en actividades dudosas. Muchas usaban direcciones falsas o compartían la misma dirección, o estaban ubicadas en direcciones de dudosa credibilidad, lo que lleva a pensar que muchas fueron solo "cooperativas de garaje" que se prestaban para facilitar la captación masiva de fondos de las empresas del mercado secundario como Estraval.

## Cesan los pagos
A partir de 2012, empezaron los problemas de liquidez para Estraval. Ese años, las cooperativas detuvieron la aprobación de nuevas libranzas a sus miembros, debido al aumento repentino de la siniestralidad de las libranzas entregadas previamente. Esto es, los empleados que se adeudaron con libranzas, empezaron a fallar en sus pagos las cooperativas. Esto tuvo un efecto cascada sobre los pagaré-libranza, ya que sin nuevas libranzas de las cooperativas, era imposible para Estraval y las empresas del mercado secundario reempaquetarlas como pagaré-libranza para su reventa a inversionistas. Como consecuencia, Estraval dejó de percibir nuevo flujo de caja, lo que llevó a grandes desbalances financieros, y la imposibilidad de pagar cumplidamente a los inversionistas de los pagaré-libranza.
Es decir, aunque el modelo de la libranza es efectivamente un instrumento financiero de riesgo relativamente menor, Estraval y las empresas originarias de pagaré-libranza fueron víctimas de los mismos riesgos que ocultaron a sus inversionistas: la posibilidad de no pago en las libranzas que fundamentaban los pagaré libranza, por fallecimiento del deudor de la libranza, la pérdida de su trabajo, la liquidación del empleador del deudor, la prelación de otras deudas - como las demandas alimentarias - y el prepago de las deudas.
El prepago de las libranzas por el deudor, permitido por la legislación, es especialmente riesgoso para el mercado secundario. Al hacerse un prepago en la libranza del mercado primario, disminuyen los retornos originalmente esperados de esa libranza. Esto se transfiere directamente en un menor retorno de la inversión para el pagaré-libranza asociado. Como resultado, se genera un hueco financiero en empresas del mercado secundario como Estraval, cuyos recursos financieros se reducen aún más, poniéndolos en mayores aprietos para pagar sus compromisos de altas tasas de retorno prometidas.
A principios de 2016, se presentaron las primeras denuncias y comenzó el pánico sobre los fallos de pago de Estraval y otras empresas similares. A pesar de las evidentes fallas estructurales del modelo, los pagos a los primeros inversionistas no fallaron en los primeros años. Esto implicó que no hubo denuncias de inversionistas privados inicialmente. Pero como un esquema similar a las pirámides, los desbalances financieros llevaron a Estraval a suspender los pagos a sus inversionistas una vez el sistema se volvió insostenible.
El principal factor que llevó a la situación difícil de la empresa fue por falta de liquidez ya que la banca comercial incursionó en el mismo negocio de libranzas que antes no era de su interés, y dejaron de fondear con créditos que sostenían la operación de Estraval, esto debido a que para ese momento pasaron a ser la competencia en ese nicho y la mejor forma de acabar con ella era no suministrar esa liquidez, ahogaron a la empresa dado que sus obligaciones eran de corto plazo para cumplir con los inversionistas, mientras que el recudo por libranzas era de largo plazo, se dio un desfase que originó el impago de las obligaciones.

## Investigaciones y proceso judicial
La Superintendencia de Sociedades, Supersociedades, encargada de regular a los originadores extra-bancarios como Estraval, inició sus acciones contra Estraval desde agosto de 2015. Como resultado, Estraval fue forzada a entrar a un proceso de reorganización en mayo de 2016, lo cual llevó al pánico de los inversionistas y las primeras denuncias públicas. El repago de los retornos prometidos, o incluso del capital invertido, está en incertidumbre total.
La Superintendencia de Economía Solidaria, Supersolidaria, ha liquidado a 6 cooperativas de libranzas, y ha abierto investigaciones a más de 12 cooperativas por el caso Estraval, y 12 por el caso Elite.
La Físcalia General de la Nación tiene imputaciones contra miembros de Estraval y Elite, por captación masiva e ilegal de dinero.

## Implicados
Esta lista se irá expandiendo a medida que se realicen nuevos anuncios de Supersociedades, Supersolidaria y la Fiscalía General de la Nación.

### Empresas oferentes de pagaré-libranzas
- Estraval, oficialmente Estrategias en Valores SA, constituida el 16 de agosto de 2000, fue sometida a control de Supersociedades desde el 13 de marzo de 2015. Supersociedades decreta su incolvencia y ordena su reorganización el 26 de mayo de 2016. Estraval es acusada de incumplimiento de pagos, mora en pago de obligaciones fiscales, incumplimiento de cláusulas de contratos compra venta de cartera de pagaré-libranza, riesgo por el manejo de cartera, embargo de cuentas y la existencia de provesos ejecutivos en contra.[14]
- Elite International Americas, entra a reorganización luego de que Supersociedades la declara insolvente el 12 de septiembre de 2016.[15][16]
- Vesting Group Colombia SAS, constituida el 9 de abril de 2012, entra a reorganización luego de que Supersociedades la declara insolvente el 22 de septiembre de 2016.[17]
- Plus Values
- Optimal Libranzas

### Cooperativas de libranza
Las siguientes cooperativas fueron liquidadas forzósamente por Supersociedades en junio de 2016.
- Cooprosol (Cooperativa Progreso Solidario)
- Coopsonal (Cooperativa Solidaria Nacional)
- Coopdesol (Cooperativa de Desarrollo Solidario)
- Coonalrecaudo (Cooperativa Desarrollo Solidario)
- Coopreal (Cooperativa Multiactiva para la Proyección y Realización Social)
- Cooperativa Multiactiva de Comercialización y Consumo Jota Emilio‘s Cooperativa